# Buchneria teres
Buchneria teres is een mosdiertjessoort uit de familie van de Bryocryptellidae. De wetenschappelijke naam van de soort is, als Escharoides teres, voor het eerst geldig gepubliceerd in 1890 door Ortmann.